# Bunshinsaba
Bunshinsaba (en hangul, 분신 사바) es una película de terror coreano dirigida por Ahn Byeong-ki. En 2004, se proyectó en la 8ª Entrega Anual Internacional de Cine Fantástico del festival de Puchon.  La película tuvo su estreno estadounidense en 2005 New York Festival de Cine de Corea, y se mostró más tarde ese año en el quinto anual Screamfest Horror Film Festival.
En 2012 Ahn Byeong-ki dirigió una película china también titulada «Bunshinsaba» pero con un argumento diferente.

## Argumento
La historia la protagoniza Yoo-Jin, una estudiante de Seúl, que con sus otras dos amigas, son constantemente acosadas por sus compañeras de clase. Una noche, Yoo-Jin y sus amigas deciden poner una maldición sobre sus enemigos mediante la creación de una especie de tablero de Ouija en el cual escriben los nombres de las acosadoras. Mediante el uso de la maldición denominada "Bunshinsaba", la cual permite convocar a espíritus maléficos, Yoo-Jin le advierte a sus amigas que no abran los ojos hasta que el hechizo ha terminado, ya que el espíritu puede terminar maldiciéndolas. El llamado cobra sentido, y Yoo-Jin, algo curiosa, abre los ojos. Para su sorpresa y horror, ve la imagen de una chica con el pelo largo a su lado.
Las cosas empeoran cuando las tres chicas descubren que las acosadoras empiezan a morir una a una. Pero todas las muertes poseían el mismo patrón: la maldecida se cubría la cabeza con una bolsa de plástico y luego se autoincineraba, por lo que todo parecía un suicidio. El día cuando se sabe sobre la primera muerte, la profesora voluntaria Eun Ju Lee toma lista, mencionando el nombre de Kim In-Sook al llegar al n.º 29. Las estudiantes gritan aterrorizadas cuando oyen el nombre y huyen del salón de clases cuando ven a la profesora Lee hablando con Kim In-Sook. Es entonces que Yoo-Jin, la única estudiante que queda en el salón, le dice a la maestra que Kim In-Sook no existe. Eun Ju mira la lista nuevamente y se da cuenta de que ya no hay nombre en el número de asiento 29. De repente, Yoo-Jin ve una figura a espaldas de la maestra Lee.
Las investigaciones avanzan pronto al encontrar a otros tres acosadores muertos de la misma manera. Mientras tanto, Yoo-Jin habla con su madre para que le ayude a recordar las cosas que habían pasado los últimos días, ya que no podía recordar nada de las jornadas anteriores. Aquí, Yoo-Jin comienza a sospechar que el espíritu de Kim In-Sook quiere poseerla. En la escuela comienzan a sospechar de ella, debido a que la vieron presente justo en el momento en que una de las acosadoras se prendía fuego.
La profesora Lee también siente la terrible fuerza que rodea Yoo-Jin, por lo que le pide al Sr. Han, profesor tutor de la clase Yoo-Jin, que le ayude en el caso. Es así entonces que, a través de una amiga parapsicóloga, utilizan la hipnosis en Yoo-Jin, siendo capaces de descubrir que el espíritu que posee Yoo-Jin es el de Kim In-Sook, teniendo a su vez una visión de cómo fue asesinada.
Las cosas se ponen peor cuando la maestra es poseída por la madre de Kim In-Sook, Chun Hee. Según la investigación policial, hace treinta años Chun Hee y Kim In-Sook habían llegado al pueblo desde muy lejos. Su condición de foráneos, sumado al extraño comportamiento de ambas, decantó en un brutal asesinato por parte de todos los aldeanos. A la hija la quemaron incinerándola mientras tenía su cabeza cubierta con un saco, y a la madre la mataron atrapándola en su casa y utilizando fuego para destruir su hogar. No obstante, Chun Hee maldice el pueblo antes de morir, maldición que consistía en la muerte de toda aquella persona que abandonase el pueblo.
Finalmente Chun Hee posee a Eun Ju Lee, y en conjunto con Yoo-Jin, poseída por su hija, Kim In-Sook, exigen y realizan el castigo a todos aquellos que las agraviaron hace treinta años atrás.

## Reparto
- Kim Gyu-ri
- Lee Se-eun
- Lee Yoo-ri
- Choi Jung-yoon